# Pol Moreno
Pol Moreno Sánchez (Badalona, 9 maggio 1994) è un calciatore spagnolo, difensore dell'FC Goa.